# Авіжанська Софія Олександрівна
Софія Олександрівна Авіжа́нська (5 грудня 1920, м. Петроград — 11 січня 2014, м. Бруклін, США) — фольклорист, етнограф, музеєзнавець, кандидат філологічних наук (1946).

## Біографія
Софія Олександрівна народилась у місті Петрограді (сучасний Санкт-Петербург). 1942 року закінчила Ленінградський державний університет. З 1945 року працювала у Державному музеї етнографії народів СРСР (Ленінград): старшим науковим співробітником, завідувачем методичного сектора, замісником директора (1966-1980).

## Наукова робота
Наукова діяльність присвячена історії Державного музею етнографії народів СРСР, вивченню етнографічних фондів по народам Поволжя та Приуралля. У 1956—1969 роках брала участь у 5 етнографічних експедиціях по Башкортостану, у ході яких були зібрані колекції традиційних прикрас, предметів побуту, елементів башкирського костюму тощо (всього 231 предмет). На основі результатів досліджень були видані монографія та альбом по декоративно-прикладному мистецтву башкирів (візерунчасте в'язання, художня обробка металу тощо).
Учасниця VII Міжнародного конгресу антропології та етнографічних наук, що проходив у Москві 1964 року.

### Наукові праці
- Этнографические коллекции по башкирам Государственного музея этнографии народов СССР // Археология и этнография Башкирии. Том 1. Уфа, 1962 (співавтор)
- Декоративно-прикладное искусство башкиров. — Уфа, 1964 (співавтор)
- Народное искусство башкиров: альбом. — Ленинград, 1968 (співавтор)